# La valle del destino
La valle del destino (The Valley of Decision) è un film del 1945, diretto da Tay Garnett.

## Trama
Una giovane va a fare la domestica per una famiglia, proprietaria di un'acciaieria, nella quale il padre della giovane si era gravemente infortunato. Onesta e volenterosa si attira la benevolenza di tutta la famiglia, specie di uno dei figli, ma il padre di lei si oppone; quando entrambi i padri moriranno durante una manifestazione degli operai in sciopero le cose cambieranno, soprattutto quando morirà anche la madre di lui, che nel frattempo si era sposato con un'altra essendosi trasferita a Londra con la sorella di lui. Al suo ritorno dopo due anni la madre di lui che l'amava come fosse sua figlia le comunicherà che le sue azioni dell'Acciaieria le lascerà a lei, in quanto non vuole che gli altri fratelli di lui la vendano. Quando la madre morirà ci sarà una sorta di battaglia tra i fratelli, ma grazie alle azioni lasciate alla ex domesticae grazie al suo intervento l'Acciaieria non verrà venduta e una volta che la moglie se ne sarà andata il figlio e la ex domestica ritorneranno finalmente insieme.

## Premi e riconoscimenti
- Premi Oscar 1946
  - Candidatura alla miglior attrice a Greer Garson
  - Candidatura alla miglior colonna sonora originale a Herbert Stothart